# Hernán Alessandri
Hernán Alessandri Rodríguez (Santiago, 7 de abril de 1900-Santiago, 23 de abril de 1980) fue un médico y académico chileno.

## Primeros años de vida
Fue hijo del ex presidente de Chile Arturo Alessandri Palma y de Rosa Ester Rodríguez.
Tuvo siete hermanos, entre ellos Jorge, Presidente de Chile, el jurista Arturo, y los diputados y senadores; Eduardo y Fernando.
Completó sus estudios en el Instituto Nacional y luego estudió en la Universidad de Chile, donde se recibió de médico en 1923.

### Matrimonios e hijos
Se casó primero con Sofía Montes Sutil, con la cual tuvo cuatro hijas: Sofía, Rosa, Silvia, quien fue diputada; y Raquel Alessandri Montes. En segundas nupcias, con Loreto Morandé Campino, con la cual tuvo a María Loreto y a Hernán Alessandri Morandé, sacerdote fundador de María Ayuda. En terceras nupcias, con Luz Carvallo Stagg, con quien no tuvo hijos.

## Vida pública
Profesor titular de la cátedra de patología médica y semiología médica, se destacó por ser el iniciador del desarrollo de las subespecialidades de la medicina interna. Fue decano de la Facultad de Medicina de la Universidad de Chile entre 1958 y 1963 y, además, fue miembro fundador de la Academia Chilena de Medicina en 1964.
En 1968, fue el primer latinoamericano en ser nombrado miembro honorario del American College of Physicians y se convirtió en profesor emérito de la Universidad de Chile en 1973.